# コザキユースケ
コザキ ユースケ（1978年5月12日 - ）は、日本の漫画家、イラストレーター、キャラクターデザイナー。男性。漫画家のこざき亜衣は実妹。東京学館総合技術高等学校工芸科卒業。東京デザイン専門学校中退。神奈川県横浜市出身。

## 受賞歴・出展歴
- 第215回ヤングマガジン月間新人漫画賞奨励賞
- 第40回ちばてつや賞ヤング部門準優秀新人賞
- フランス・アングレーム国際漫画祭出展
- トップをねらえ2!キャラクターデザインコンテスト貞本義行賞[4]

## 作品

### 漫画
- 未確認非業少女カオル（講談社、別冊ヤングマガジン、読切、第40回ちばてつや賞ヤング部門準優秀新人賞受賞作、単行本未収録）
- 蛙は撮り続けた（講談社、第215回ヤングマガジン月間新人漫画賞奨励賞受賞作、単行本未収録）
- ナイゾウクン（講談社、ヤングマガジン2001Web漫画、未単行本化）
- スパイラル（白夜書房、パチスロパニック7、未単行本化）
- 烏丸響子の事件簿（原作：広井王子、幻冬舎、ミステリービィストリート→コミックバーズ、全10巻）
- Chick Dismantler（マッグガーデン、BLADE GUNZ、読切、単行本未収録）
- 東京カラス（ワニマガジン、robot、未単行本化、最終話書下ろしで同人誌にて刊行）
- NO MORE HEROES 2 DESPERATE STRUGGLE エロチカ★コミック（グラスホッパー・マニファクチュア、NO MORE HEROES 2 DESPERATE STRUGGLE先着特典、未単行本化）
- どーにゃつ（スクウェア・エニックス、ヤングガンガン、連載中、既刊5巻）

### イラスト
- 魔法のゲーム攻略本（三才ブックス、ゲームラボ） - 口絵
- キャラクターデザインバイブル（グラフィック社） - イラスト
- 小説版SPEED GRAPHER（ハヤカワ文庫） - 表紙イラスト
- ドラマCD SPEED GRAPHER（ゴンゾ） - ジャケットイラスト
- アカツキ. 『DEVIL SOUND FRISBEE』 - CDジャケットイラスト
- HONDALADY 『TVTB』 - CDジャケットイラスト
- より子『Break the cocoon』（東芝EMI） - ジャケットイラスト
- 小説版幕末機関説 いろはにほへと（光文社文庫） - 表紙イラスト
- 幕末機関説 いろはにほへとサウンドトラック1、2（サンライズ） - ジャケットイラスト
- 戸梶圭太『ディープトリップ７』（早川文庫） - 表紙イラスト
- ヤマハイベント『School of Rock 08'』 - キーヴィジュアル
- 『癒されBar若本』 - CDジャケットイラスト
- 吉野匠『異邦人』（幻冬舎） - 表紙イラスト
- ソウルイーターアニメ第49話レイトショー - 番組後提供イラスト
- ドラマCD ぼくたちと駐在さんの700日戦争（グリーンスタンダード） - ジャケットイラスト
- 勝山海百合『十七歳の湯夫人』（MF文庫ダ・ヴィンチ） - 表紙イラスト
- 原案：奥浩哉、著：日下部匡俊『GANTZ/MINUS』（集英社） - イラスト、星人・一部キャラクターデザイン
- 上甲宣之『脱出迷路』（幻冬舎） - 表紙イラスト
- 荒川アンダー ザ ブリッジアニメ第2期第11話 - 番組後提供イラスト
- supercell 『Today Is A Beautiful Day』5曲目『復讐』 - イメージイラスト
- メーウ 『pair*』 - CDジャケットイラスト、キャラクターデザイン
- 監修：Project ACES、著：山本平次郎『エースコンバット イカロス・イン・ザ・スカイ』（DENGEKI HOBBY BOOKS） - 表紙イラスト、挿絵
- うーさーのその日暮らし 覚醒編第3話 - エンドカードイラスト
- STAR DRIVER 輝きのタクト（TOKYO MX放送版）第20話 - エンドカードイラスト
- ファイアーエムブレムシリーズ
  - ファイアーエムブレム 覚醒 ミュージックセレクション（クラブニンテンドー） - ジャケットイラスト
  - ファイアーエムブレム0 - イラストレーション
- ブラッドラッドアニメ第8話 - 番組後提供イラスト
- ULTRA SUPER ANIME TIME第1回 - エンドカードイラスト
- ブブキ・ブランキ第1期第12話、第2期第12話 - エンドカードイラスト

### アニメキャラクターデザイン
- SPEED GRAPHER（ゴンゾ）[5]
- 幕末機関説 いろはにほへと（サンライズ）
- ブブキ・ブランキ（サンジゲン）
- GODZILLA（ポリゴン・ピクチュアズ）キャラクターデザイン原案
  - GODZILLA 怪獣惑星
  - GODZILLA 決戦機動増殖都市
  - GODZILLA 星を喰う者
- HUMAN LOST 人間失格（ポリゴン・ピクチュアズ）
- エスタブライフ グレイトエスケープ（ポリゴン・ピクチュアズ）
- BLOODY ESCAPE -地獄の逃走劇-（ポリゴン・ピクチュアズ）キャラクターデザイン原案

### ゲームキャラクターデザイン
- 押忍!闘え!応援団（開発：イニス、発売：任天堂） - メインキャラクターデザイン協力
- 注文しようぜ!俺たちの世界（グローバル・A・エンターテインメント開発） - メインキャラクターデザイン
- 勇者30（マーベラスエンターテイメント） - サブキャラクターデザイン
- ノーモア★ヒーローズシリーズ
  - ノーモア★ヒーローズ（グラスホッパー・マニファクチュア開発、マーベラスエンターテイメント） - キャラクターデザイン
  - ノーモア★ヒーローズ2 デスパレート・ストラグル（グラスホッパー・マニファクチュア開発、マーベラスエンターテイメント） - キャラクターデザイン
  - Travis Strikes Again: No More Heroes（グラスホッパー・マニファクチュア） - キャラクターコンセプト
  - ノーモア★ヒーローズ3（グラスホッパー・マニファクチュア開発、マーベラス） - リードキャラクターデザイン
- エースコンバット アサルト・ホライゾン（バンダイナムコゲームス） - 公式ブログナビゲーションキャラクターデザイン・イラスト
- ファイアーエムブレムシリーズ
  - ファイアーエムブレム 覚醒（インテリジェントシステムズ開発、任天堂） - キャラクターデザイン
  - ファイアーエムブレムif（インテリジェントシステムズ開発、任天堂） - キャラクターデザイン[6]
  - ファイアーエムブレム ヒーローズ（インテリジェントシステムズ開発、任天堂） - 一部キャラクターデザイン
- 解放少女（グラスホッパー・マニファクチュア開発、レベルファイブ） - キャラクターデザイン
  - 解放少女 SIN（5pb.） - キャラクターデザイン・グラフィック監修
- パズル&ドラゴンズ（ガンホー・オンライン・エンターテイメント） - 一部モンスターデザイン
- アンチェインブレイズ エクシヴ（フリュー） - キャラクターデザイン（ヒルダ）
- 鉄拳7（バンダイナムコエンターテインメント） - キャラクターデザイン（ラッキー・クロエ）
- SHORT PEACE 月極蘭子のいちばん長い日（グラスホッパー・マニファクチュア開発、バンダイナムコゲームス） - キャラクターデザイン
- Pokémon GO（Niantic, Inc.開発） - 人物キャラクターデザイン
- ワールド オブ ファイナルファンタジー（トーセ開発、スクウェア・エニックス） - 一部モンスターデザイン
- ゼノブレイド2（モノリスソフト開発、任天堂） - レアブレイドデザイン
- AI: ソムニウム ファイルシリーズ
  - AI: ソムニウム ファイル（スパイク・チュンソフト） - リードキャラクターデザイン
  - AI: ソムニウム ファイル ニルヴァーナ イニシアチブ（スパイク・チュンソフト） - リードキャラクターデザイン
  - 伊達鍵は眠らない - From AI：ソムニウムファイル（スパイク・チュンソフト） - キャラクターデザイン
- Daemon X Machina（マーベラス ファーストスタジオ開発、マーベラス） - キャラクターデザイン
- ポケットモンスター ソード・シールド（ゲームフリーク開発、任天堂） - ポケモンデザイン
- ポケットモンスター スカーレット・バイオレット（ゲームフリーク開発、任天堂） - ポケモンデザイン
- オーバーウォッチ2（ブリザード・エンターテイメント） - マーシー用レジェンダリースキン「巫女」デザイン[7]
- DesperaDrops／デスペラドロップス - メインキャラクターデザイン
- Wizardry Variants Daphne - イラストレーター / キャラクターデザイナー[8]
- エンバーストーリア - メインキャラクターデザイン

### その他デザイン
漫画
- 宮下裕樹『東京カラス』（小学館、月刊サンデージェネックス、既刊9巻） - 設定原案、キャラクターデザイン

ボーカロイド
- 『VOCALOID2 SF-A2 開発コード miki』（AHS） - キャラクターデザイン

その他
- グッドスマイルカンパニー - マスコットキャラクターデザイン

### 画集
- 『SHUTTER KILL』（メディアワークス刊）
- 『KYMG』（幻冬舎刊）
- 『KYMG2』（幻冬舎刊）

## 出演
- デジ絵の文法